# Hængselbukker
En hængselbukker, hængselbrækker, hængselretter eller hængselbøjer er et stykke værktøj, der består af et stykke fladjern i hver ende et påsvejset rundt hoved. Begge hoveder er udboret så de passer til hængsler med en diameter på hhv. 22 og 17 mm, og de har en slids, så hovedet kan presses ned over hængslerne, når de skal bukkes.
Nogle kalder den hængselbøjer, hængselvrider (hørt i Vendsyssel) eller hængselretter; disse udtryk er vistnok først og fremmest brugt af isenkræmmere og ikke af håndværkere; dog forlyder det fra Vendsyssel at ordet er i brug i hvert fald i Strandby. Poul Schmidt, der er kommet med ordet, mener ikke betegnelsen hængselbrækker bruges i faglig sammenhæng. Dog menes det at kunne anvendes som slangudtryk.
Det er ikke helt klarlagt hvornår hængselbukkeren kom i brug, men det er i hvert fald efter at man holdt op med at bruge hollandske hængsler og var gået over til de såkladre hamborghængsler. Snedker Frits Seiergaard har – vistnok i 1950'erne – set en hængselbukker fremstillet af en cykelpedal. Den tidligste omtale af værktøjet i et katalog er indtil videre Carl F, 1954. Værktøjer er især brugt af tømrere og bygningssnedkere.

## Eksterne Henvisninger
Carl F. Petersen, Værktøj, 1954